# Liste der Baudenkmäler in Michelau in Oberfranken
Auf dieser Seite sind die Baudenkmäler in der oberfränkischen Gemeinde Michelau in Oberfranken zusammengestellt. Diese Tabelle ist eine Teilliste der Liste der Baudenkmäler in Bayern. Grundlage ist die Bayerische Denkmalliste, die auf Basis des Bayerischen Denkmalschutzgesetzes vom 1. Oktober 1973 erstmals erstellt wurde und seither durch das Bayerische Landesamt für Denkmalpflege geführt wird. Die folgenden Angaben ersetzen nicht die rechtsverbindliche Auskunft der Denkmalschutzbehörde.
 Diese Liste gibt den Fortschreibungsstand vom 26. August 2014 wieder und enthält 62 Baudenkmäler.

## Baudenkmäler nach Gemeindeteilen

### Michelau in Oberfranken
| Lage                                                              | Objekt                                                    | Beschreibung | Akten-Nr.     | Bild                              |
| ----------------------------------------------------------------- | --------------------------------------------------------- | --- | ------------- | --------------------------------- |
| Bachstraße 6, Bachstraße 8 (Standort)                             | Wohnhaus                                                  | Zweigeschossiges Doppelhaus mit Halbwalmdach, größtenteils verputztes oder verkleidetes Fachwerk, 18./19. Jahrhundert | D-4-78-145-2  | weitere Bilder                    |
| Bachstraße 10, Bachstraße 12 (Standort)                           | Wohnhaus                                                  | Zweigeschossiges Doppelhaus mit Satteldach, verputztes Fachwerk, 18./19. Jahrhundert | D-4-78-145-3  | weitere Bilder                    |
| Bachstraße 14, Bachstraße 16 (Standort)                           | Wohnhaus                                                  | Zweigeschossiges Doppelhaus mit abgewalmten Satteldach, verputztes Fachwerk, 18./19. Jahrhundert | D-4-78-145-4  | Wohnhaus                          |
| Bahnhofstraße 10 (Standort)                                       | Villa                                                     | Zweigeschossiger Walmdachbau, Heimatstil mit expressionistischen Details, um 1920 | D-4-78-145-62 | Villa                             |
| Bahnhofstraße 10 (Standort)                                       | Villa                                                     | Zugehöriger Garten | D-4-78-145-62 | Villa                             |
| Bismarckstraße 4 (Standort)                                       | Ehemalige Korbwarenmanufaktur, heute Deutsches Korbmuseum | Wohn- und Fabrikgebäude, dreigeschossiges Wohnhaus mit Walmdach, 1815, zweites Obergeschoss von 1934, zweigeschossiges Fabrikgebäude mit Walmdach, wohl um 1850, 1887 aufgestockt und erweitert, Anbau von Arbeits- und Lagerräumen, zweigeschossige Satteldachbauten, 1924 und 1937 | D-4-78-145-5  | weitere Bilder                    |
| Bismarckstraße 7 (Standort)                                       | Wohnstallhaus                                             | Zweigeschossig, mit halb abgewalmten Satteldach, verputztes Fachwerk, 1777 | D-4-78-145-7  | Wohnstallhaus                     |
| Dr.-Martin-Luther-Straße 37 (Standort)                            | Jugendstilvilla                                           | Zweigeschossiger Satteldachbau, reich verziert und beschriftet, 1906–1907 | D-4-78-145-16 | Jugendstilvilla                   |
| Johann-Puppert-Straße 7 (Standort)                                | Wohnhaus                                                  | Zweigeschossiges Fachwerkhaus mit Halbwalmdach, 18. Jahrhundert | D-4-78-145-9  | weitere Bilder                    |
| Kirchplatz 2 (Standort)                                           | Evangelisch-Lutherische Pfarrkirche Johanneskirche        | Saalbau mit flacher Holzdecke, Sandsteinquaderbau, viergeschossiger Turm mit Kuppelhaube, 1817–1819, Langhauserweiterung 1931/32 nach Plänen von Johann Will und Josef Stölzle, mit Ausstattung                                                                                      | D-4-78-145-10 | weitere Bilder                    |
| Kirchplatz 3 (Standort)                                           | Wohnhaus                                                  | Zweigeschossiges Halbwalmdachhaus, Zierfachwerk im Obergeschoss, 18. Jahrhundert | D-4-78-145-11 | Wohnhaus                          |
| Kirchplatz 5 (Standort)                                           | Pfarrhaus                                                 | Zweigeschossiger Walmdachbau, Sandsteingliederungen, 1805/07 | D-4-78-145-12 | Pfarrhaus                         |
| Kirchplatz 15 (Standort)                                          | Ehemaliges Gasthaus zum Schärfner                         | Zweigeschossiger verputzter Walmdachbau, bezeichnet 1817, im Erdgeschoss moderner Ladeneinbau | D-4-78-145-13 | Ehemaliges Gasthaus zum Schärfner |
| Mainfeldplatz 2 (Standort)                                        | Gaststätte zum Mainfeld                                   | Zweigeschossiges Walmdachhaus, verputztes Fachwerk, frühes 19. Jahrhundert | D-4-78-145-15 | Gaststätte zum Mainfeld           |
| Obere Mühlenstraße 8 (Standort)                                   | Ehemalige Mühle                                           | Zweigeschossiger Walmdachbau, Fachwerkobergeschoss, Sandsteingliederungen, 1799 | D-4-78-145-17 | weitere Bilder                    |
| Schneyer Straße; auf dem Platz nordwestlich der Kirche (Standort) | Brunnen                                                   | Sandstein, runder Brunnentrog, flankiert von zwei Pfeilern, darüber Zeltdach, bezeichnet 1697 | D-4-78-145-14 | Brunnen                           |
| Schneyer Straße 20 (Standort)                                     | Wohn- und Lagerhaus                                       | Zweigeschossiges Halbwalmdachhaus, verputztes Fachwerk, frühes 19. Jahrhundert | D-4-78-145-18 | Wohn- und Lagerhaus               |
| Schneyer Straße 24 (Standort)                                     | Wohnhaus                                                  | Zweigeschossiges Walmdachhaus, verschiefertes Fachwerkobergeschoss, frühes 19. Jahrhundert | D-4-78-145-19 | Wohnhaus                          |
| Schneyer Straße 28; Schneyer Straße 30 (Standort)                 | Wohnhaus                                                  | Zweigeschossiges Walmdachhaus, teilweise verschiefertes Fachwerkobergeschoss, um 1800 | D-4-78-145-20 | Wohnhaus                          |

### Lettenreuth
| Lage                                                      | Objekt                                   | Beschreibung | Akten-Nr.     | Bild                   |
| --------------------------------------------------------- | ---------------------------------------- | --- | ------------- | ---------------------- |
| Am Brunnenbach 5 (Standort)                               | Wohnhaus                                 | Eingeschossiger Putzbau mit zur Hälfte abgewalmtem Mansarddach, Sandsteingliederungen, 1. Hälfte 19. Jahrhundert                            | D-4-78-145-21 | Wohnhaus               |
| Am Brunnenbach 11 (Standort)                              | Wohnhaus                                 | Zweigeschossiger Walmdachbau, Fachwerk, Verschieferung mit Bemalung, frühes 19. Jahrhundert                                                 | D-4-78-145-22 | Wohnhaus               |
| Andreas-Schmuck-Straße, an der Straßenkreuzung (Standort) | Dorflinde                                | mit gemauerter und hölzerner Stützenreihe                                                                                                   | D-4-78-145-31 | Dorflinde              |
| Andreas-Schmuck-Straße 5 (Standort)                       | Wohnhaus                                 | Eingeschossig mit zur Hälfte abgewalmtem Mansarddach, Lisenengliederung, bezeichnet 1833                                                    | D-4-78-145-23 | Wohnhaus               |
| Andreas-Schmuck-Straße 13 (Standort)                      | Wohnhaus                                 | Zweigeschossiger Walmdachbau, Fachwerkobergeschoss, Sandsteingliederungen, Hofeinfahrt, bezeichnet 1832                                     | D-4-78-145-24 | Wohnhaus               |
| Andreas-Schmuck-Straße 17 (Standort)                      | Wohnhaus                                 | Zweigeschossiger verschieferter Walmdachbau, 1. Hälfte 19. Jahrhundert                                                                      | D-4-78-145-25 | Wohnhaus               |
| Andreas-Schmuck-Straße 19 (Standort)                      | Wohnhaus                                 | Zweigeschossiger Walmdachbau, verkleidetes Fachwerkobergeschoss, im Erdgeschoss Eckpilaster, 1. Hälfte 19. Jahrhundert                      | D-4-78-145-26 | Wohnhaus               |
| Laurenzistraße 5, am Pfarrhaus (Standort)                 | Hausfigur Muttergottes                   | Holz, 17. Jahrhundert | D-4-78-145-27 | Hausfigur Muttergottes |
| Michael-Küchel-Straße 7 (Standort)                        | Wohnhaus                                 | Zweigeschossiger Halbwalmdachbau, verkleidetes Fachwerkobergeschoss, im Erdgeschoss Ecklisenen, bezeichnet 1847                             | D-4-78-145-28 | Wohnhaus               |
| Weidhausener Straße 6 (Standort)                          | Wohnhaus                                 | Zweigeschossiger Walmdachbau, verschiefertes Fachwerkobergeschoss, Sandsteingliederungen, 2. Viertel 19. Jahrhundert                        | D-4-78-145-29 | Wohnhaus               |
| Weidhausener Straße 10 (Standort)                         | Katholische Pfarrkirche Sankt Laurentius | Zweiachsiger Sandsteinquaderbau mit dreiteiliger Westfassade, Dachreiter, 1753 nach Plänen von Johann Jakob Michael Küchel, mit Ausstattung | D-4-78-145-30 | weitere Bilder         |

### Neuensee
| Lage                              | Objekt                               | Beschreibung | Akten-Nr.     | Bild           |
| --------------------------------- | ------------------------------------ | --- | ------------- | -------------- |
| Schwürbitzer Straße 1 (Standort)  | Katholische Kapelle Zum Herzen Mariä | Sandsteinquaderbau mit Satteldach, Dachreiter, 1904/08 nach Plänen von Fritz Fuchsenberger, in barockisierenden Formen | D-4-78-145-32 | weitere Bilder |
| Schwürbitzer Straße 36 (Standort) | Mühle                                | Zweigeschossiger Halbwalmdachbau, Fachwerkobergeschoss, 18./19. Jahrhundert                                            | D-4-78-145-33 | Mühle          |
| Schwürbitzer Straße 38 (Standort) | Wohnhaus                             | Zweigeschossiger Walmdachbau, 17./18. Jahrhundert, Fachwerkobergeschoss des 18. Jahrhunderts                           | D-4-78-145-34 | Wohnhaus       |
| Schwürbitzer Straße 40 (Standort) | Wohnhaus                             | Zweigeschossiger halbabgewalmter Mansarddachbau, verputztes Fachwerk, bezeichnet 1827                                  | D-4-78-145-35 | Wohnhaus       |

### Schwürbitz
| Lage                                                                 | Objekt                              | Beschreibung | Akten-Nr.     | Bild                       |
| -------------------------------------------------------------------- | ----------------------------------- | --- | ------------- | -------------------------- |
| Bachäcker, am östlichen Ortsrand (Standort)                          | Bildstock                           | Sandstein, Säule mit ionischem Kapitell, vierseitiger Aufsatz, 17. Jahrhundert, am Brunnenbach                                                                      | D-4-78-145-61 | Bildstock                  |
| Brunnenstraße 6 (Standort)                                           | Wohnhaus                            | Zweigeschossiges Fachwerkhaus mit Satteldach, 18. Jahrhundert | D-4-78-145-36 | weitere Bilder             |
| Brunnenstraße 7 (Standort)                                           | Wohnhaus                            | Zweigeschossiges Walmdachhaus, verputztes Fachwerk, genutete Ecklisenen, spätes 18. Jahrhundert                                                                     | D-4-78-145-37 | weitere Bilder             |
| Brunnenstraße 9 (Standort)                                           | Sogenanntes Landrichterhaus         | Zweigeschossiger Mansarddachbau, teilweise verputztes Fachwerk, bezeichnet 1747                                                                                     | D-4-78-145-38 | weitere Bilder             |
| Brunnenstraße, Brunnenstraße 9, gegenüber Brunnenstraße 1 (Standort) | Dorfbrunnen                         | Sandstein, Pyramide mit Urne, mittleres 19. Jahrhundert | D-4-78-145-42 | weitere Bilder             |
| Fugmannsberg 5 (Standort)                                            | Wohnhaus                            | Zweigeschossiger Walmdachbau mit teilweise verputztem Fachwerkobergeschoss, bezeichnet 1742                                                                         | D-4-78-145-39 | weitere Bilder             |
| Höringgasse 8 (Standort)                                             | Wohnhaus                            | Zweigeschossiges Bauernhaus mit Satteldach, Fachwerkobergeschoss, 18. Jahrhundert                                                                                   | D-4-78-145-41 | weitere Bilder             |
| Kirchstraße 2 (Standort)                                             | Wohnhaus                            | Zweigeschossiges Satteldachhaus, 17./18. Jahrhundert | D-4-78-145-43 | weitere Bilder             |
| Kirchstraße 4 (Standort)                                             | Wohnhaus                            | Zweigeschossiger Halbwalmdachbau, Fachwerkobergeschoss, 18./19. Jahrhundert                                                                                         | D-4-78-145-44 | weitere Bilder             |
| Kirchstraße 26 (Standort)                                            | Pfarrhaus                           | zweigeschossiger Sandsteinquaderbau mit Satteldach, wohl 1898–1900                                                                                                  | D-4-78-145-45 | Pfarrhaus                  |
| Kirchstraße 28 (Standort)                                            | Kath. Pfarrkirche Herz Jesu         | Neugotischer Sandsteinquaderbau, Saalkirche mit eingezogenem Chor, Fassadenturm, 1898–1900 von Johann Adam Meisel; mit Ausstattung.                                 | D-4-78-145-46 | weitere Bilder             |
| Leonhardsberg 6 (Standort)                                           | Wohnhaus                            | Zweigeschossiger Walmdachbau, Fachwerk, frühes 19. Jahrhundert | D-4-78-145-47 | weitere Bilder             |
| Leonhardsberg 8 (Standort)                                           | Ehemaliges Gasthaus Fischer         | Dreigeschossiges Traufseithaus mit Fachwerkobergeschossen, bezeichnet 1742                                                                                          | D-4-78-145-48 | weitere Bilder             |
| Lettenreuther Straße 19 (Standort)                                   | Ehemalige Friedhofskapelle          | Rechteckiger Sandsteinquaderbau mit Satteldach, spätes 19. Jahrhundert                                                                                              | D-4-78-145-49 | Ehemalige Friedhofskapelle |
| Lettenreuther Straße 19 (Standort)                                   | Friedhof                            | Ummauerter Anlage von 1855 | D-4-78-145-49 | Friedhof                   |
| Marktzeulner Straße 1 (Standort)                                     | Gasthaus zum Anker                  | Zweigeschossiger Walmdachbau, 18. Jahrhundert | D-4-78-145-50 | weitere Bilder             |
| Marktzeulner Straße 3 (Standort)                                     | Wohnhaus                            | Zweigeschossiger Walmdachbau mit Fachwerkobergeschoss, 18./19. Jahrhundert                                                                                          | D-4-78-145-51 | weitere Bilder             |
| Marktzeulner Straße 4 (Standort)                                     | Wohnhaus                            | Zweigeschossiger verschieferter Walmdachbau, bezeichnet 1816 | D-4-78-145-52 | weitere Bilder             |
| Marktzeulner Straße 8 (Standort)                                     | Wohnhaus                            | Zweigeschossiger Walmdachbau, verputztes und verschiefertes Fachwerkobergeschoss, 18./19. Jahrhundert                                                               | D-4-78-145-53 | weitere Bilder             |
| Marktzeulner Straße 8 (Standort)                                     | Stallgebäude                        | Zweigeschossig, mit Satteldach, Fachwerkobergeschoss | D-4-78-145-53 | weitere Bilder             |
| Michelauer Straße 14 (Standort)                                      | Wohnhaus                            | Zweigeschossiger, einseitig abgewalmter Satteldachbau mit Fachwerkobergeschoss, 18. Jahrhundert                                                                     | D-4-78-145-54 | weitere Bilder             |
| Michelauer Straße 14 (Standort)                                      | Sandsteinfigur                      | Heiliger Johann Nepomuk, bezeichnet 1742 | D-4-78-145-60 | weitere Bilder             |
| Michelauer Straße 18 (Standort)                                      | Gasthof „Zum Hirschen“              | Zweigeschossiger traufständiger Bau mit Walmdach, Fachwerk über massivem Kellergeschoss, Freitreppe, am Kellereingang bezeichnet 1800 mit Monogramm und Hauszeichen | D-4-78-145-63 | weitere Bilder             |
| Michelauer Straße 22 (Standort)                                      | Wohnhaus                            | Zweigeschossiges Satteldachhaus, verputztes und verkleidetes Fachwerk, Giebel verschiefert, wohl 17. Jahrhundert                                                    | D-4-78-145-55 | Wohnhaus                   |
| Rathausstraße 1 (Standort)                                           | Evangelisch-lutherische Pfarrkirche | Chorturmkirche, reduziert historisierend, 1925/27 von Johann Will; mit Ausstattung                                                                                  | D-4-78-145-64 | weitere Bilder             |
| Rathausstraße 1 (Standort)                                           | Einfriedung und Kapelle             | Mit Kruzifix, bezeichnet. 1814 | D-4-78-145-64 | weitere Bilder             |
| Rathausstraße 3 (Standort)                                           | Pfarrhaus                           | Zweigeschossiger Satteldachbau, Heimatstil, um 1925 | D-4-78-145-65 | weitere Bilder             |
| Rathausstraße 18 (Standort)                                          | Ehemaliges Rathaus                  | Zweigeschossiger Walmdachbau, Dachreiter, 18. Jahrhundert | D-4-78-145-56 | weitere Bilder             |
| Rathausstraße 19 (Standort)                                          | Sogenanntes Steinernes Haus         | Zweigeschossiges traufständiges Satteldachhaus, Fachwerkobergeschoss, 16. Jahrhundert                                                                               | D-4-78-145-57 | weitere Bilder             |
| Rathausstraße 19 (Standort)                                          | Wohnhaus                            | Dem Steinernen Haus zugehöriges südöstlich anschließendes zweigeschossiges Fachwerkhaus mit Walmdach, 18. Jahrhundert                                               | D-4-78-145-57 | weitere Bilder             |
| Schulstraße 2 (Standort)                                             | Ehemaliges Gasthaus Schuberth       | Zweigeschossiges Fachwerkhaus mit Satteldach, bezeichnet 1699 | D-4-78-145-58 | weitere Bilder             |
| Trieber Weg 2 (Standort)                                             | Ehemaliges Gasthaus zum Stern       | Zweigeschossiger Halbwalmdachbau, verputztes Fachwerk, 18. Jahrhundert                                                                                              | D-4-78-145-59 | weitere Bilder             |

## Ehemalige Baudenkmäler
In diesem Abschnitt sind Objekte aufgeführt, die früher einmal in der Denkmalliste eingetragen waren, jetzt aber nicht mehr. Objekte, die in anderem Zusammenhang also z. B. als Teil eines Baudenkmals weiter eingetragen sind, sollen hier nicht aufgeführt werden. Aktennummern in diesem Abschnitt sind ehemalige, jetzt nicht mehr gültige Aktennummern.

| Lage                                | Objekt      | Beschreibung                                                                             | Akten-Nr.     | Bild |
| ----------------------------------- | ----------- | ---------------------------------------------------------------------------------------- | ------------- | ---- |
| Michelau Bachstraße 2 (Standort)    | Wohnhaus    | Zweigeschossiges Satteldachhaus, verputztes Fachwerkobergeschoss, frühes 19. Jahrhundert | D-4-78-145-1  | BW   |
| Schwürbitz Höringgasse 5 (Standort) | Walmdachbau | mit Fachwerkobergeschoss, 18. Jahrhundert                                                | D-4-78-145-40 | BW   |